# Borussia Verein für Leibesübungen 1900 Mönchengladbach 1981-1982
Questa voce raccoglie le informazioni riguardanti il Borussia Verein für Leibesübungen 1900 Mönchengladbach nelle competizioni ufficiali della stagione 1981-1982.

## Stagione
Nella stagione 1981-1982 il Borussia Mönchengladbach, allenato da Jupp Heynckes, concluse il campionato di Bundesliga al 7º posto. In Coppa di Germania il Borussia Mönchengladbach fu eliminato ai quarti di finale dal Norimberga. In Coppa UEFA il Borussia Mönchengladbach fu eliminato al secondo turno dal Dundee Utd. Il capocannoniere in campionato della squadra fu Kurt Pinkall con 15 gol, mentre per l'intera stagione fu Frank Mill con 20 reti

## Rosa
| N. |                           | Ruolo | Calciatore        |
| -- | ------------------------- | ----- | ----------------- |
|    | Germania Ovest (bandiera) | P     | Wolfgang Kleff    |
|    | Germania Ovest (bandiera) | P     | Ulrich Sude       |
|    | Germania Ovest (bandiera) | D     | Manfred Bergfeld  |
|    | Germania Ovest (bandiera) | D     | Ulrich Borowka    |
|    | Germania Ovest (bandiera) | D     | Hans-Günter Bruns |
|    | Germania Ovest (bandiera) | D     | Friedhelm Frenken |
|    | Germania Ovest (bandiera) | D     | Wilfried Hannes   |
|    | Germania Ovest (bandiera) | D     | Norbert Ringels   |
|    | Germania Ovest (bandiera) | D     | Frank Schäffer    |
|    | Germania Ovest (bandiera) | C     | Ralf Bödeker      |
|    | Germania Ovest (bandiera) | C     | Stefan Born       |
|    | Germania Ovest (bandiera) | C     | Andreas Brandts   |

| N. |                           | Ruolo | Calciatore       |
| -- | ------------------------- | ----- | ---------------- |
|    | Germania Ovest (bandiera) | C     | Jürgen Fleer     |
|    | Germania Ovest (bandiera) | C     | Lothar Matthäus  |
|    | Germania Ovest (bandiera) | C     | Markus Mohren    |
|    | Germania Ovest (bandiera) | C     | Winfried Schäfer |
|    | Germania Ovest (bandiera) | C     | Bernd Schmider   |
|    | Germania Ovest (bandiera) | C     | Armin Veh        |
|    | Lussemburgo (bandiera)    | A     | Robby Langers    |
|    | Germania Ovest (bandiera) | A     | Frank Mill       |
|    | Germania Ovest (bandiera) | A     | Kurt Pinkall     |
|    | Germania Ovest (bandiera) | A     | Uwe Rahn         |
|    | Germania Ovest (bandiera) | A     | Siegfried Reich  |
|    | Germania Ovest (bandiera) | A     | Wolfram Wuttke   |

## Calciomercato

### Sessione estiva
| Acquisti | Acquisti        | Acquisti               | Acquisti |
| R.       | Nome            | da                     | Modalità |
| -------- | --------------- | ---------------------- | -------- |
| D        | Ulrich Borowka  | Borussia M'gladbach II |          |
| C        | Stefan Born     | Eintracht Haiger       |          |
| A        | Frank Mill      | Rot-Weiss Essen        |          |
| A        | Kurt Pinkall    | Bochum                 |          |
| A        | Siegfried Reich | Wolfsburg              |          |

| Cessioni | Cessioni            | Cessioni          | Cessioni |
| R.       | Nome                | a                 | Modalità |
| -------- | ------------------- | ----------------- | -------- |
| D        | Michael Schuhmacher | Kaiserslautern    |          |
| C        | Carsten Nielsen     | Strasburgo        |          |
| C        | Christian Kulik     | Anversa           |          |
| A        | Ewald Lienen        | Arminia Bielefeld |          |
| A        | Harald Nickel       | Basilea           |          |
| A        | Peter Loontiens     | Uerdingen 05      |          |
| A        | Steen Thychosen     | RWD Molenbeek     |          |

### Sessione invernale
| Acquisti | Acquisti | Acquisti | Acquisti |
| R.       | Nome     | da       | Modalità |
| -------- | -------- | -------- | -------- |

| Cessioni | Cessioni | Cessioni | Cessioni |
| R.       | Nome     | a        | Modalità |
| -------- | -------- | -------- | -------- |

## Risultati

### Bundesliga

#### Girone di andata
| Arbitro: | Schmidhuber |

|                               |           |                                                 |
| Matthäus 9’ Hannes 15’ (rig.) | Marcatori | 13’ (rig.), 64’ Möhlmann 31’ Siegmann 44’ Meier |

| Arbitro: | Horeis |

|  |           |                          |
|  | Marcatori | 57’ Matthäus 67’ Pinkall |

| Arbitro: | Umbach |

|                       |           |               |
| Bruns 39’ Schäfer 90’ | Marcatori | 55’, 89’ Bold |

| Arbitro: | Correll |

|  |           |            |
|  | Marcatori | 25’ Wuttke |

| Arbitro: | Ross |

|                            |           |                      |
| Mill 24’ Hannes 35’ (rig.) | Marcatori | 39’ Brehme 66’ Dusek |

| Arbitro: | Tritschler |

|                               |           |                          |
| Burgsmüller 46’ Abramczik 52’ | Marcatori | 33’ Wuttke 36’, 38’ Mill |

| Arbitro: | Niebergall |

|                                    |           |                            |
| Mill 21’, 34’ Hannes 23’ Bruns 54’ | Marcatori | 26’ Dreßel 36’ Lieberwirth |

| Arbitro: | Risse |

|                                       |           |  |
| Allofs 18’ Littbarski 75’ Fischer 78’ | Marcatori |  |

| Arbitro: | Linn |

|                 |           |  |
| Otto 20’ (aut.) | Marcatori |  |

| Arbitro: | Schmidhuber |

|              |           |             |
| Hrubesch 79’ | Marcatori | 88’ Pinkall |

| Arbitro: | Retzmann |

|                                |           |                     |
| Pinkall 17’, 48’ Mill 58’, 85’ | Marcatori | 67’ Kempe 70’ Dietz |

| Arbitro: | Redelfs |

|                            |           |                                    |
| Förster 42’ Sătmăreanu 75’ | Marcatori | 16’ (aut.) Förster 22’ (rig.) Mill |

| Arbitro: | Brückner |

|              |           |            |
| Schreier 76’ | Marcatori | 5’ Pinkall |

| Arbitro: | Klauser |

|                                 |           |           |
| Wuttke 26’ Mill 54’, 90’ (rig.) | Marcatori | 40’ Geils |

| Arbitro: | Roth |

|               |           |              |
| Rummenigge 6’ | Marcatori | 56’ Matthäus |

| Arbitro: | Uhlig |

|                                     |           |           |
| Mill 57’ (rig.) Veh 64’ Pinkall 89’ | Marcatori | 11’ Knauf |

| Arbitro: | Ermer |

|             |           |          |
| Mattern 38’ | Marcatori | 74’ Mill |

#### Girone di ritorno
| Arbitro: | Föckler |

|  |           |             |
|  | Marcatori | 45’ Pinkall |

| Arbitro: | Horeis |

|                                 |           |  |
| Bruns 9’ Pinkall 29’ Wuttke 52’ | Marcatori |  |

| Arbitro: | Linn |

|          |           |                 |
| Groß 58’ | Marcatori | 67’ (rig.) Mill |

| Arbitro: | Huster |

|                                    |           |                    |
| Bruns 44’, 89’ Hannes 67’ Mill 73’ | Marcatori | 5’ Worm 56’ Geiger |

| Arbitro: | Retzmann |

|                                          |           |                  |
| Briegel 60’ (rig.) Hübner 68’ Funkel 88’ | Marcatori | 18’, 58’ Pinkall |

| Arbitro: | Messmer |

|  |           |              |
|  | Marcatori | 28’ Rüssmann |

| Arbitro: | Luca |

|                                               |           |                  |
| Hintermaier 9’ Täuber 11’ Weyerich 79’ (rig.) | Marcatori | 57’, 76’ Pinkall |

| Arbitro: | Huster |

|  |           |                           |
|  | Marcatori | 38’ Engels 83’ Littbarski |

| Arbitro: | Hontheim |

|                             |           |  |
| Falkenmayer 1’ Cha 38’, 64’ | Marcatori |  |

| Arbitro: | Walz |

|             |           |                                          |
| Pinkall 39’ | Marcatori | 22’ Milewski 37’ Hrubesch 79’ von Heesen |

| Arbitro: | Risse |

|  |           |                       |
|  | Marcatori | 82’ (aut.) Saborowski |

| Mönchengladbach 24 aprile 1982, ore 15:30 CEST 29ª giornata | Borussia M'gladbach | 0 – 0 referto | Stoccarda | Bökelbergstadion (16 000 spett.)\| Arbitro: \| Niebergall \| |
| Arbitro:                                                    | Niebergall          |               |           |                                                              |

| Arbitro: | Eschweiler |

|                                             |           |                |
| Pinkall 29’, 69’ Rahn 37’ Hannes 43’ (rig.) | Marcatori | 13’, 67’ Knüwe |

| Arbitro: | Brückner |

|                                                                    |           |  |
| Pagelsdorf 53’ (rig.) Lienen 55’ Dronia 65’ Schröder 78’ Riedl 86’ | Marcatori |  |

| Arbitro: | Heitmann |

|                                         |           |  |
| Hannes 39’ (rig.) Mohren 76’ Wuttke 80’ | Marcatori |  |

| Leverkusen 22 maggio 1982, ore 15:30 CEST 33ª giornata | Bayer Leverkusen | 0 – 0 referto | Borussia M'gladbach | Ulrich-Haberland-Stadion (18 000 spett.)\| Arbitro: \| Correll \| |
| Arbitro:                                               | Correll          |               |                     |                                                                   |

| Arbitro: | Schmidhuber |

|                                                           |           |               |
| Hannes 11’, 82’ Rahn 47’ Schäfer 49’ Bruns 53’ Wuttke 60’ | Marcatori | 65’ Cestonaro |

### Coppa di Germania
| Arbitro: | Huster |

|                      |           |                                                      |
| Heupel 67’ Wieth 77’ | Marcatori | 21’ Hannes 24’, 43’, 49’, 56’, 75’ Mill 87’ Matthäus |

| Arbitro: | Prinz |

|                                  |           |               |
| Rahn 13’ Wuttke 21’ Matthäus 72’ | Marcatori | 53’ Dölitzsch |

| Arbitro: | Niebergall |

|  |           |                      |
|  | Marcatori | 45’ Bruns 88’ Wuttke |

| Arbitro: | Eschweiler |

|  |           |                                         |
|  | Marcatori | 56’, 61’ Pinkall 58’ Matthäus 81’ Bruns |

| Arbitro: | Redelfs |

|                                         |           |              |
| Heidenreich 27’ Weyerich 41’ Dreßel 66’ | Marcatori | 60’ Matthäus |

### Coppa UEFA
| Arbitro: | McGinlay |

|                                    |           |          |
| Hoffmann 37’ Streich 42’ Mewes 57’ | Marcatori | 51’ Mill |

| Arbitro: | Bridges |

|                          |           |  |
| Pinkall 65’ Matthäus 84’ | Marcatori |  |

| Arbitro: | Rainea |

|                         |           |  |
| Schäffer 70’ Hannes 86’ | Marcatori |  |

| Arbitro: | Eriksson |

|                                                            |           |  |
| Milne 36’ Kirkwood 44’ Sturrock 57’ Hegarty 75’ Bannon 76’ | Marcatori |  |

## Statistiche

### Statistiche di squadra
| Competizione      | Punti | In casa | In casa | In casa | In casa | In casa | In casa | In trasferta | In trasferta | In trasferta | In trasferta | In trasferta | In trasferta | Totale | Totale | Totale | Totale | Totale | Totale | DR  |
| Competizione      | Punti | G       | V       | N       | P       | Gf      | Gs      | G            | V            | N            | P            | Gf           | Gs           | G      | V      | N      | P      | Gf     | Gs     | DR  |
| ----------------- | ----- | ------- | ------- | ------- | ------- | ------- | ------- | ------------ | ------------ | ------------ | ------------ | ------------ | ------------ | ------ | ------ | ------ | ------ | ------ | ------ | --- |
| Bundesliga        | 40    | 17      | 10      | 3       | 4       | 42      | 25      | 17           | 5            | 7            | 5            | 19           | 26           | 34     | 15     | 10     | 9      | 61     | 51     | +10 |
| Coppa di Germania | -     | 1       | 1       | 0       | 0       | 3       | 1       | 4            | 3            | 0            | 1            | 14           | 5            | 5      | 4      | 0      | 1      | 17     | 6      | +11 |
| Coppa UEFA        | -     | 2       | 2       | 0       | 0       | 4       | 0       | 2            | 0            | 0            | 2            | 1            | 8            | 4      | 2      | 0      | 2      | 5      | 8      | -3  |
| Totale            | 40    | 20      | 13      | 3       | 4       | 49      | 26      | 23           | 8            | 7            | 8            | 34           | 39           | 43     | 21     | 10     | 12     | 83     | 65     | +18 |

### Andamento in campionato
| Giornata  | 1  | 2 | 3 | 4 | 5 | 6 | 7 | 8 | 9 | 10 | 11 | 12 | 13 | 14 | 15 | 16 | 17 | 18 | 19 | 20 | 21 | 22 | 23 | 24 | 25 | 26 | 27 | 28 | 29 | 30 | 31 | 32 | 33 | 34 |
| --------- | -- | - | - | - | - | - | - | - | - | -- | -- | -- | -- | -- | -- | -- | -- | -- | -- | -- | -- | -- | -- | -- | -- | -- | -- | -- | -- | -- | -- | -- | -- | -- |
| Luogo     | C  | T | C | T | C | T | C | T | C | T  | C  | T  | T  | C  | T  | C  | T  | T  | C  | T  | C  | T  | C  | T  | C  | T  | C  | T  | C  | C  | T  | C  | T  | C  |
| Risultato | P  | V | N | V | N | V | V | P | V | N  | V  | N  | N  | V  | N  | V  | N  | V  | V  | N  | V  | P  | P  | P  | P  | P  | P  | V  | N  | V  | P  | V  | N  | V  |
| Posizione | 15 | 8 | 9 | 7 | 5 | 6 | 4 | 6 | 5 | 5  | 4  | 3  | 4  | 4  | 4  | 4  | 4  | 3  | 3  | 3  | 2  | 4  | 4  | 5  | 5  | 6  | 7  | 6  | 6  | 6  | 7  | 7  | 7  | 7  |

Legenda:

Luogo: C = Casa; T = Trasferta. Risultato: V = Vittoria; N = Pareggio; P = Sconfitta.

### Statistiche dei giocatori
| Giocatore    | Bundesliga | Bundesliga | Bundesliga  | Bundesliga | Coppa di Germania | Coppa di Germania | Coppa di Germania | Coppa di Germania | Coppa UEFA | Coppa UEFA | Coppa UEFA  | Coppa UEFA | Totale   | Totale | Totale      | Totale     |
| Giocatore    | Presenze   | Reti       | Ammonizioni | Espulsioni | Presenze          | Reti              | Ammonizioni       | Espulsioni        | Presenze   | Reti       | Ammonizioni | Espulsioni | Presenze | Reti   | Ammonizioni | Espulsioni |
| ------------ | ---------- | ---------- | ----------- | ---------- | ----------------- | ----------------- | ----------------- | ----------------- | ---------- | ---------- | ----------- | ---------- | -------- | ------ | ----------- | ---------- |
| M. Bergfeld  | 6          | 0          | 2           | 0          | 1                 | 0                 | 0                 | 0                 | 0          | 0          | 0           | 0          | 7        | 0      | 2           | 0          |
| S. Born      | 3          | 0          | 1           | 0          | 0                 | 0                 | 0                 | 0                 | 0          | 0          | 0           | 0          | 3        | 0      | 1           | 0          |
| U. Borowka   | 8          | 0          | 1           | 1          | 0                 | 0                 | 0                 | 0                 | 0          | 0          | 0           | 0          | 8        | 0      | 1           | 1          |
| A. Brandts   | 0          | 0          | 0           | 0          | 0                 | 0                 | 0                 | 0                 | 0          | 0          | 0           | 0          | 0        | 0      | 0           | 0          |
| H. Bruns     | 32         | 6          | 7           | 0          | 5                 | 2                 | 0                 | 0                 | 4          | 0          | 0           | 0          | 41       | 8      | 7           | 0          |
| R. Bödeker   | 11         | 0          | 1           | 0          | 1                 | 0                 | 0                 | 0                 | 0          | 0          | 0           | 0          | 12       | 0      | 1           | 0          |
| J. Fleer     | 18         | 0          | 1           | 0          | 4                 | 0                 | 0                 | 0                 | 4          | 0          | 0           | 0          | 26       | 0      | 1           | 0          |
| F. Frenken   | 1          | 0          | 0           | 0          | 0                 | 0                 | 0                 | 0                 | 0          | 0          | 0           | 0          | 1        | 0      | 0           | 0          |
| W. Hannes    | 31         | 8          | 5           | 0          | 4                 | 1                 | 0                 | 0                 | 3          | 1          | 0           | 0          | 38       | 10     | 5           | 0          |
| W. Kleff     | 34         | 0          | 0           | 0          | 4                 | 0                 | 0                 | 0                 | 4          | 0          | 0           | 0          | 42       | 0      | 0           | 0          |
| R. Langers   | 1          | 0          | 0           | 0          | 0                 | 0                 | 0                 | 0                 | 0          | 0          | 0           | 0          | 1        | 0      | 0           | 0          |
| P. Loontiens | 1          | 0          | 0           | 0          | 1                 | 0                 | 0                 | 0                 | 1          | 0          | 0           | 0          | 3        | 0      | 0           | 0          |
| L. Matthäus  | 33         | 3          | 4           | 0          | 5                 | 4                 | 1                 | 0                 | 4          | 1          | 0           | 0          | 42       | 8      | 5           | 0          |
| F. Mill      | 32         | 14         | 1           | 0          | 4                 | 5                 | 0                 | 0                 | 4          | 1          | 0           | 0          | 40       | 20     | 1           | 0          |
| M. Mohren    | 7          | 1          | 0           | 0          | 0                 | 0                 | 0                 | 0                 | 0          | 0          | 0           | 0          | 7        | 1      | 0           | 0          |
| K. Pinkall   | 30         | 15         | 4           | 0          | 4                 | 2                 | 0                 | 0                 | 4          | 1          | 0           | 0          | 38       | 18     | 4           | 0          |
| U. Rahn      | 30         | 2          | 0           | 0          | 5                 | 1                 | 0                 | 0                 | 2          | 0          | 0           | 0          | 37       | 3      | 0           | 0          |
| S. Reich     | 3          | 0          | 0           | 0          | 1                 | 0                 | 0                 | 0                 | 0          | 0          | 0           | 0          | 4        | 0      | 0           | 0          |
| N. Ringels   | 20         | 0          | 0           | 0          | 3                 | 0                 | 0                 | 0                 | 4          | 0          | 0           | 0          | 27       | 0      | 0           | 0          |
| B. Schmider  | 10         | 0          | 0           | 0          | 3                 | 0                 | 0                 | 0                 | 0          | 0          | 0           | 0          | 13       | 0      | 0           | 0          |
| W. Schäfer   | 24         | 2          | 4           | 0          | 3                 | 0                 | 0                 | 0                 | 2          | 0          | 0           | 0          | 29       | 2      | 4           | 0          |
| F. Schäffer  | 33         | 0          | 0           | 0          | 5                 | 0                 | 1                 | 0                 | 4          | 1          | 0           | 0          | 42       | 1      | 1           | 0          |
| U. Sude      | 0          | 0          | 0           | 0          | 1                 | 0                 | 0                 | 0                 | 0          | 0          | 0           | 0          | 1        | 0      | 0           | 0          |
| A. Veh       | 25         | 1          | 0           | 0          | 4                 | 0                 | 0                 | 0                 | 3          | 0          | 0           | 0          | 32       | 1      | 0           | 0          |
| W. Wuttke    | 32         | 6          | 3           | 0          | 5                 | 2                 | 1                 | 0                 | 4          | 0          | 0           | 0          | 41       | 8      | 4           | 0          |